# Biserica de lemn din Chiraleș

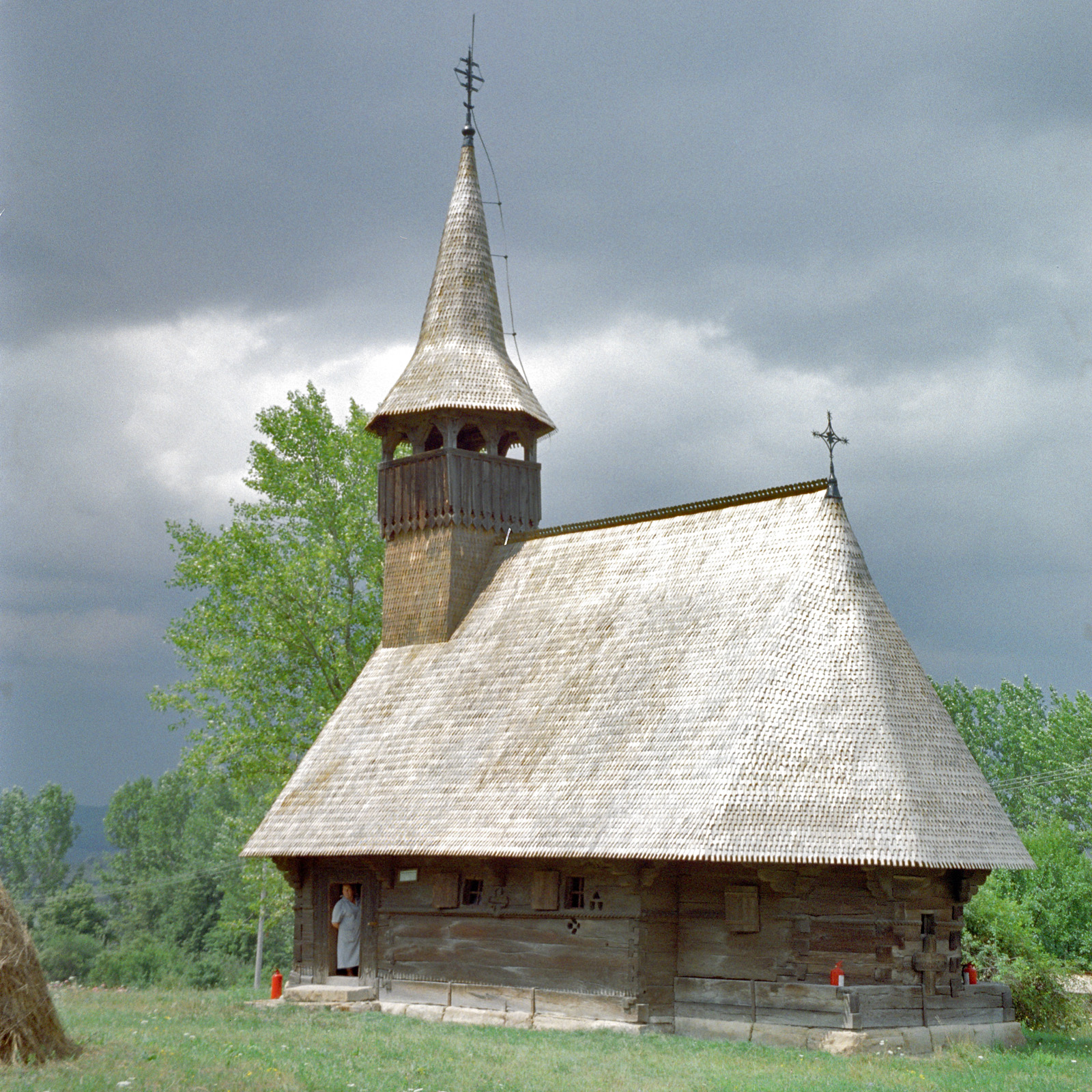
Biserica de lemn din Chiraleş în Muzeul Etnografic al Transilvaniei din Cluj Napoca.

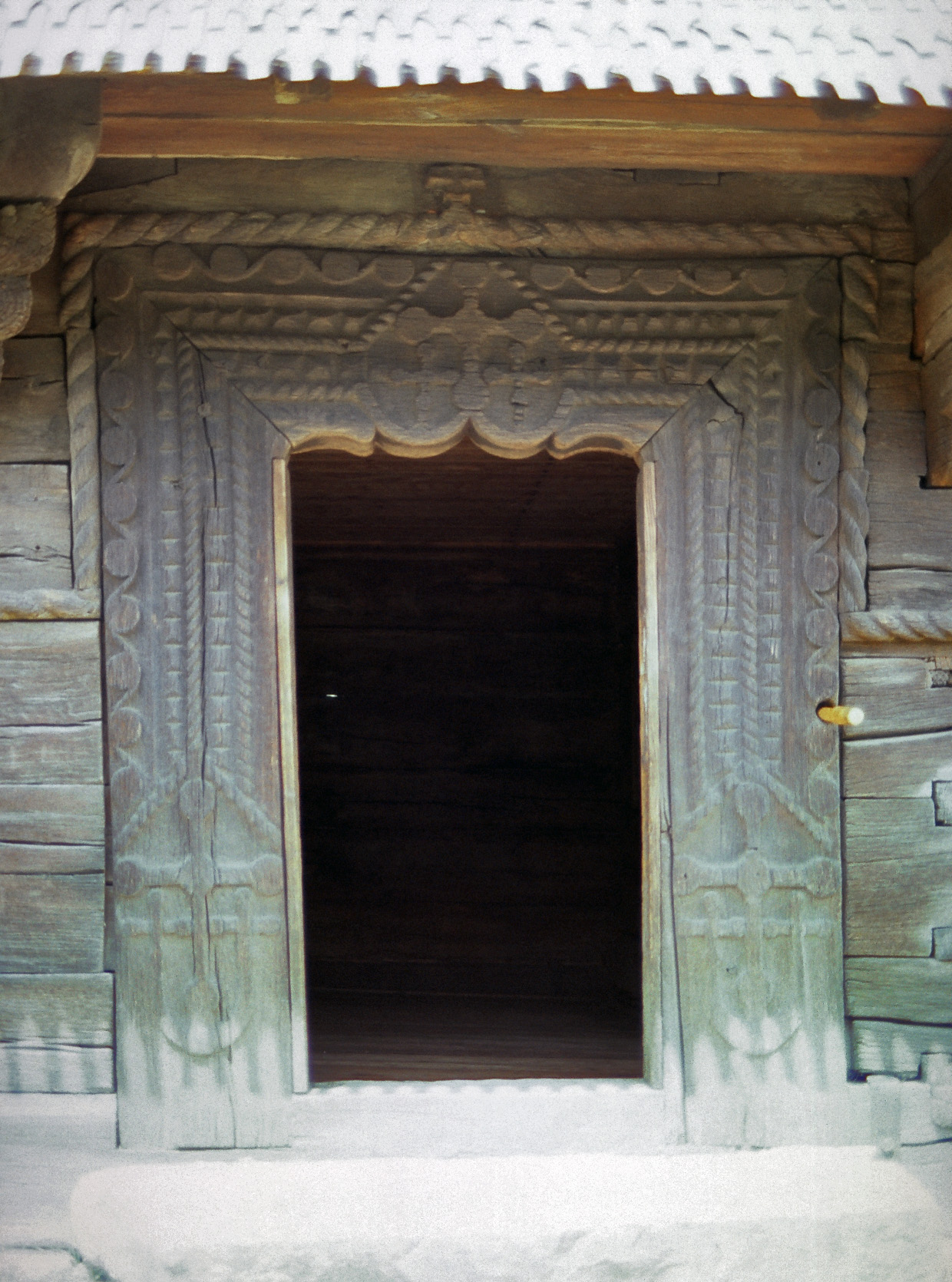
Portalul de la intrare, pe latura de sud.

Biserica de lemn din Chiraleș este o veche biserică greco-catolică la origine, ce se află din 1963, când a fost restaurată, în Parcul Etnografic Național „Romulus Vuia”  din Cluj-Napoca. Din punct de vedere arhitectural biserica prezintă calități tehnice, formale și decorative ce o recomandă drept una dintre cele mai reprezentative dintre lăcașurile de lemn din Transilvania rămase din secolul 17. Biserica se află pe noua listă a monumentelor istorice sub codul LMI: CJ-II-a-B-07461, ce cuprinde Muzeul Etnografic al Transilvaniei în ansamblul lui.

## Imagini

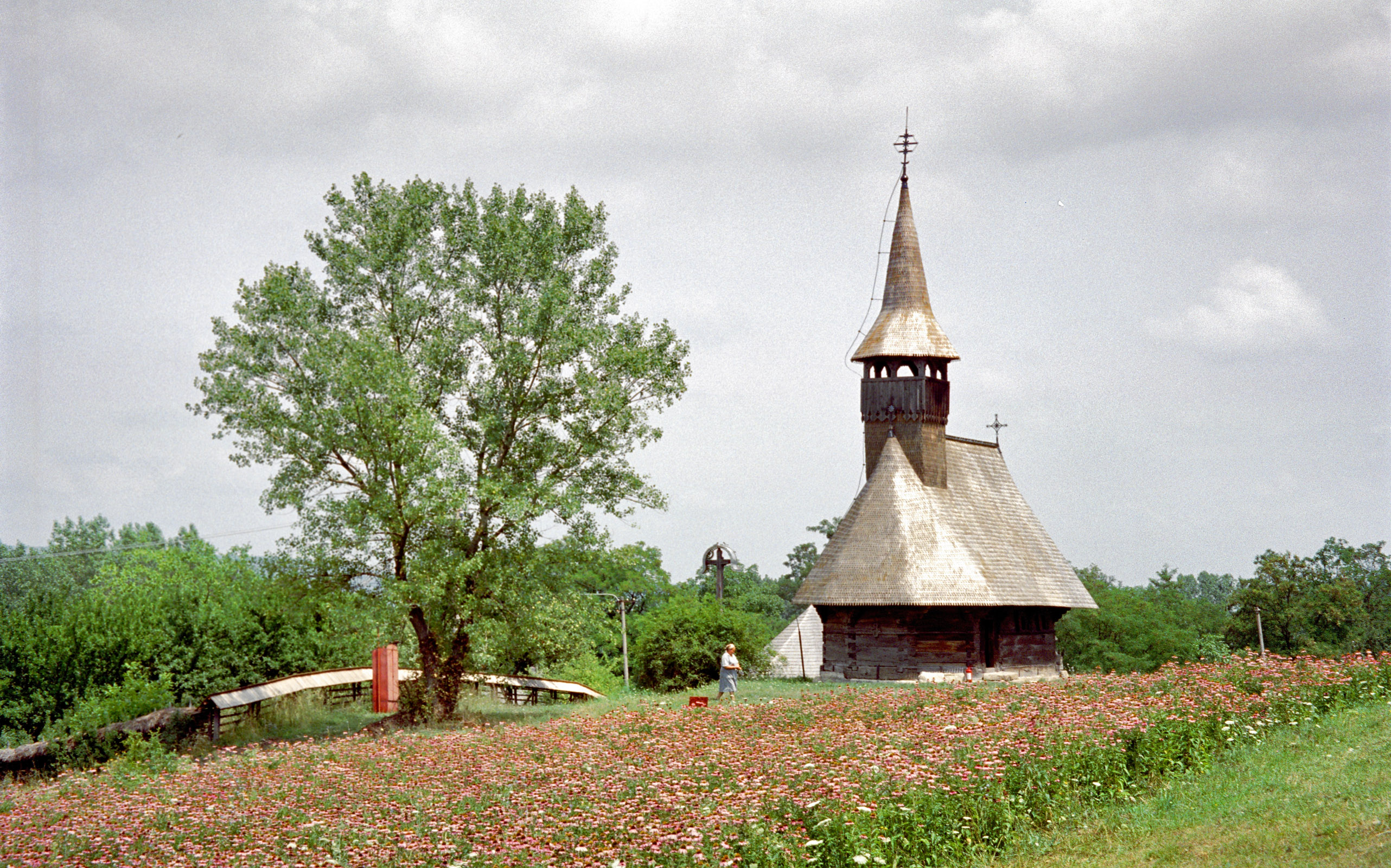
Imagine din muzeu
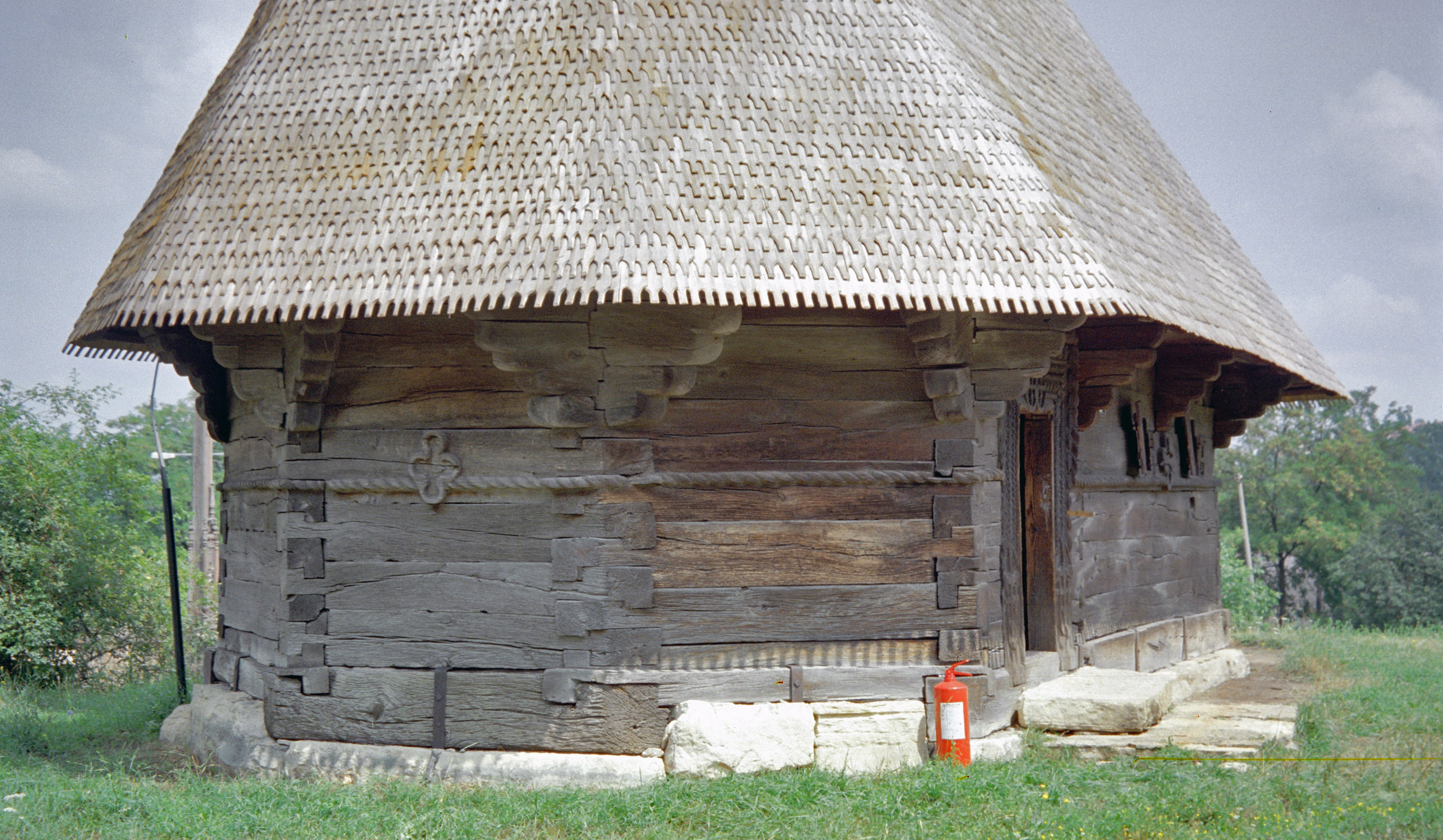
Butea cu medialon în ax
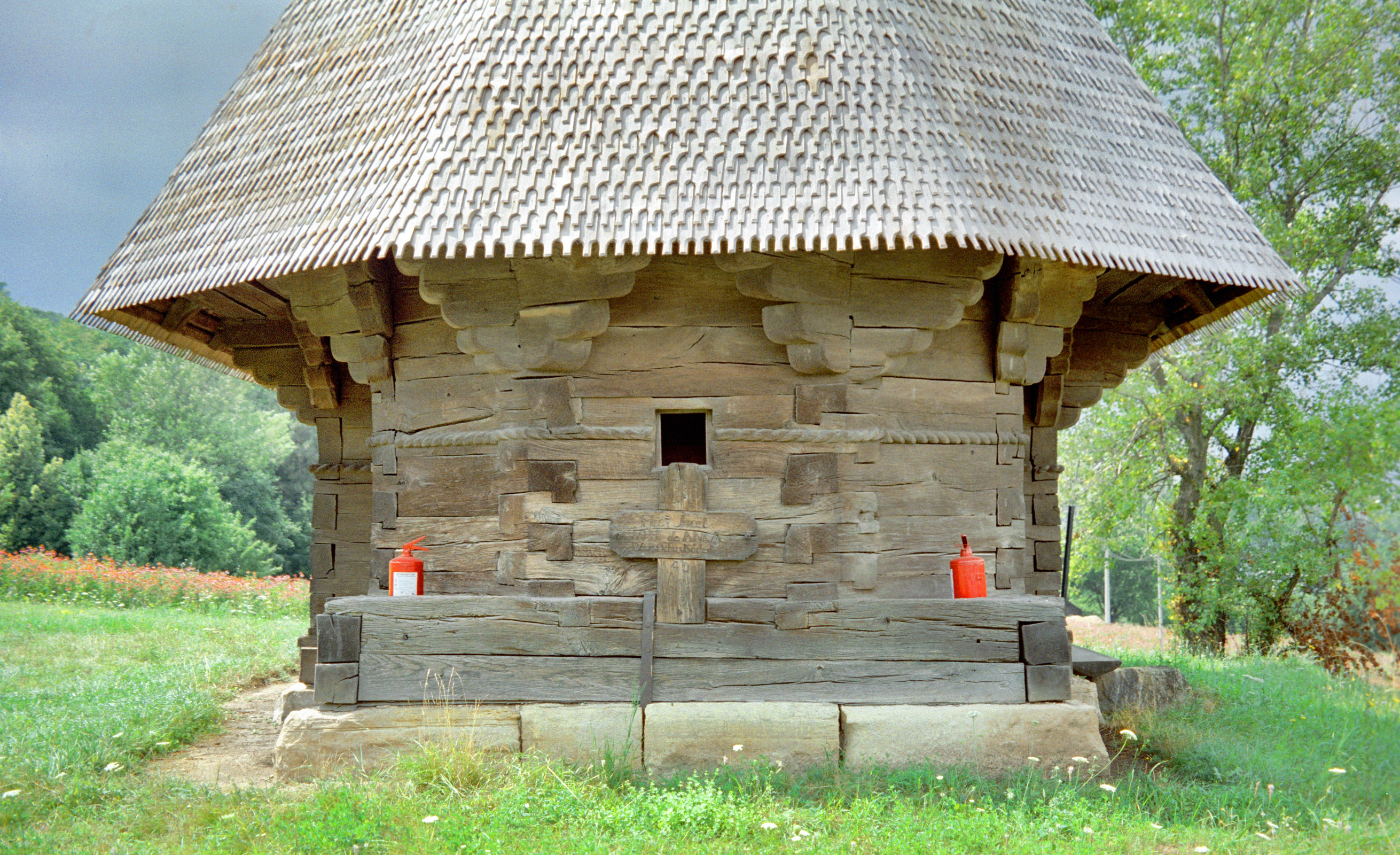
Dosul altarului, spre răsărit
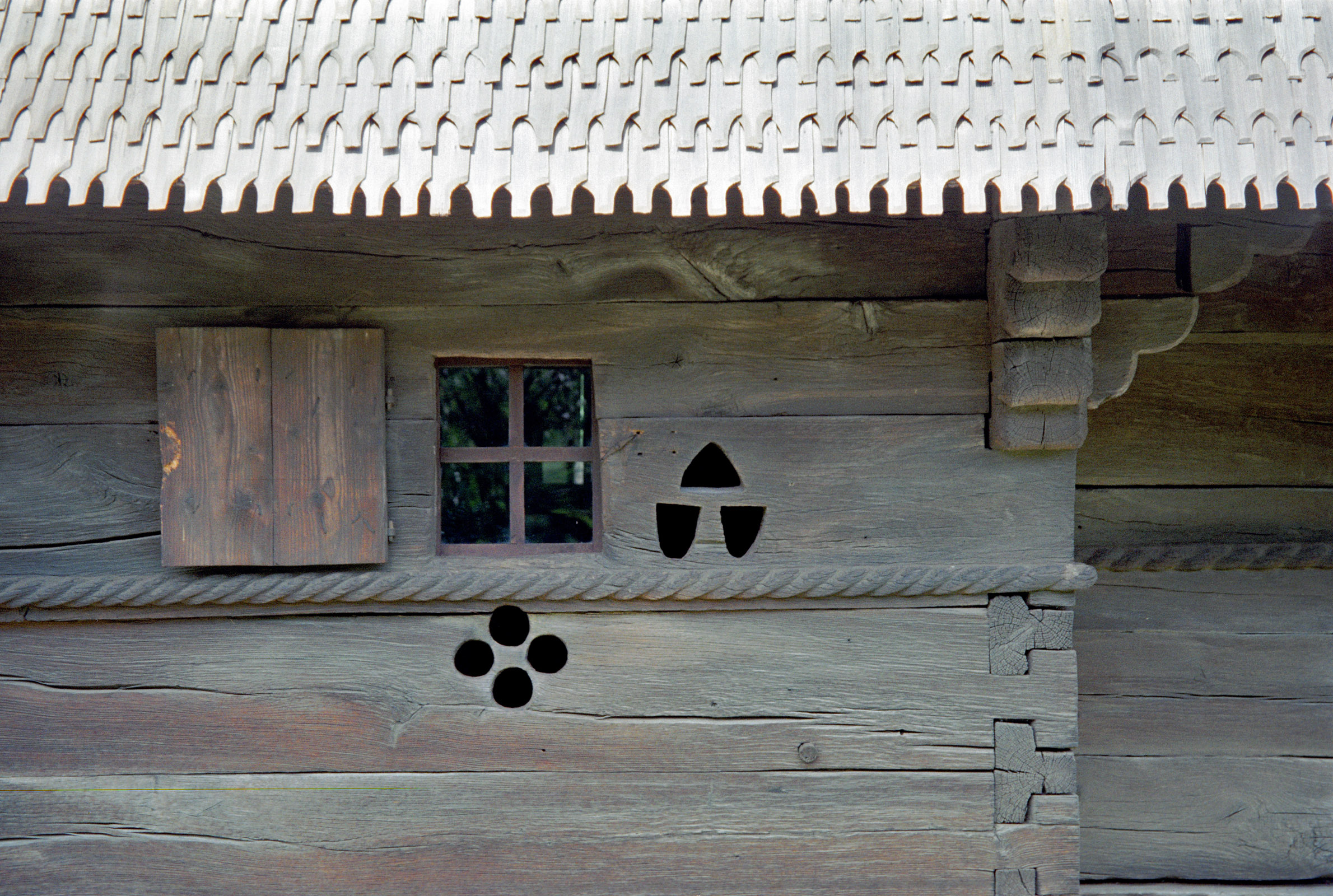
Luminatoare în peretele sudic
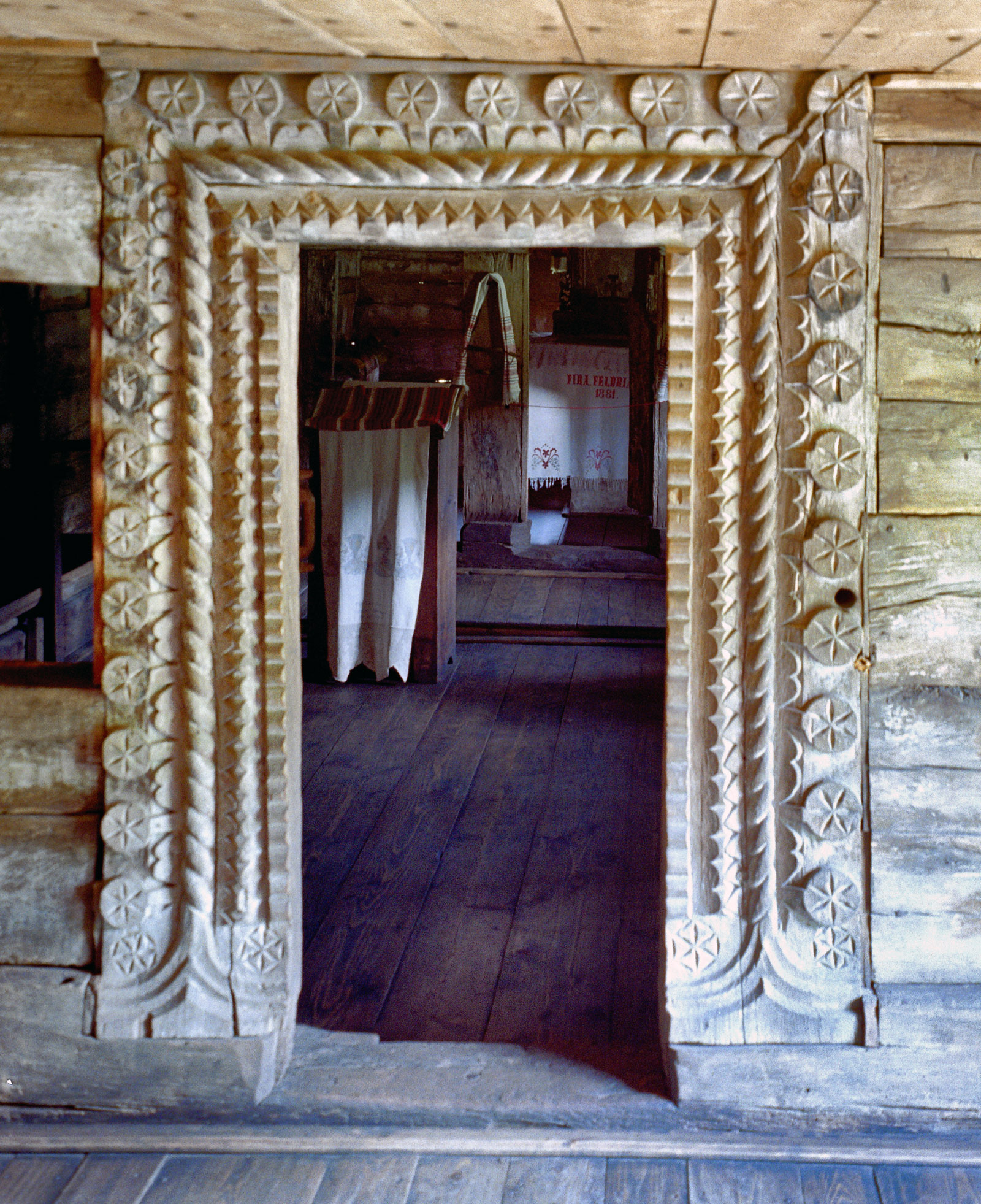
Portalul interior
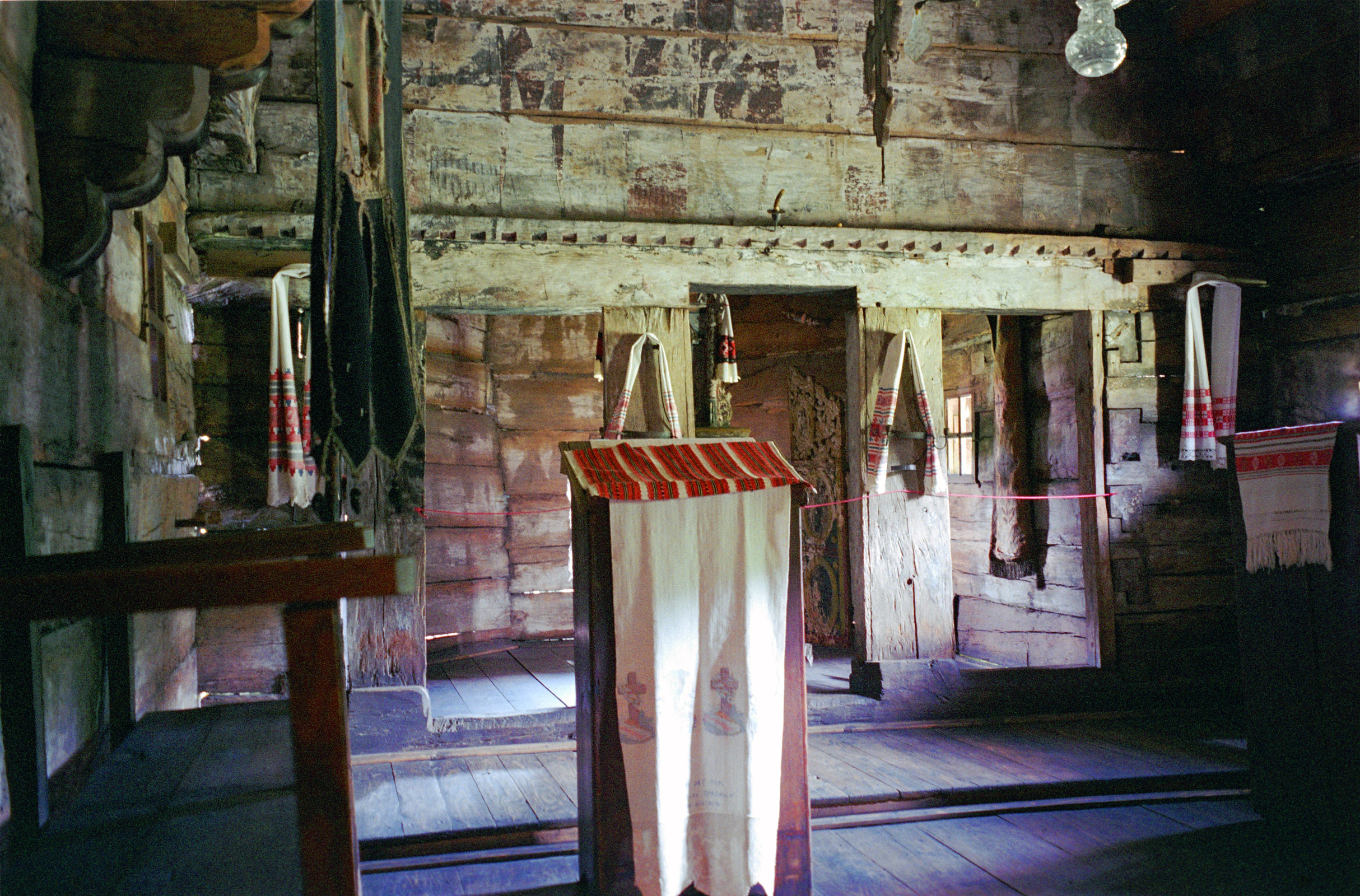
Nava, spre iconostas